# Château de Bouclans
Le château de Bouclans est un château situé sur la commune de Bouclans, dans le département du Doubs et la région Bourgogne-Franche-Comté.

## Situation
Le château est construit en bordure du village sur une élévation de terrain qui domine la vallée du Gour.

## Histoire
Le château a été construit au XIIIe siècle par les seigneurs de Montfaucon (attesté vers 1280).  En 1391, la seigneurie de Bouclans est cédée par Isabelle de Montfaucon à Etienne de Montfaucon, Comte de Montbéliard. Sa petite-fille Jeanne de Montfaucon épouse Louis de Chalon, prince d’Orange et lui apporte Bouclans. En 1462 Bouclans est rattaché au Comté de Bourgogne puis vendu à Jean de Neufchastel en 1476. Jean de Lallemand, secrétaire de Charles Quint, rachète la seigneurie en 1522 qui restera plus d'un siècle entre les mains de cette famille avant d'être acquise en 1622 par la famille Mareschal. En novembre 1749, la terre de Bouclans fut érigée en marquisat au profit de Joseph Le Bas de Clevans, baron de Pugey, seigneur d'Ambre. La famille émigre en Suisse pendant la révolution.
Vers 1792, le batiment principal, ainsi que deux tours sont détruites. 
Après la révolution, Leopold Le Bas de Bouclans (1794 Fribourg (Suisse) - 1869 Besancon) reprend possession du marquisat et y fait construire entre 1837-1839 le grand bâtiment rectangulaire par Pierre Marnotte (architecte du musée des beaux arts de Besancon) a l'emplacement du batiment détruit.
Au milieu du XIXe et début du XXe siècle le château est propriété de la famille de Pirey.
Il sera vendu en 1934 à M. Troncin, qui le cédera à la ville de Besancon en 1947.[réf. souhaitée]

## Description
C'est aujourd'hui un corps de logis carré de 17 mètres de côté flanqué de deux tours qui subsistent du château du XVIe siècle : d'un côté, une tour circulaire, de l'autre, une grosse tour à cinq pans. Les archères-canonnières du système de défense sont encore présentes. C'est Joseph Le Bas de Clevans qui aurait fait reconstruire le corps de logis actuel au XVIIIe siècle. 
Une partie du rempart s'est effondrée en décembre 1999.
Après avoir été un centre de colonie de vacances de la ville de Besançon, puis un restaurant gastronomique, le château est aujourd'hui une propriété privée habitée qui ne se visite pas.[réf. souhaitée]

## Galerie

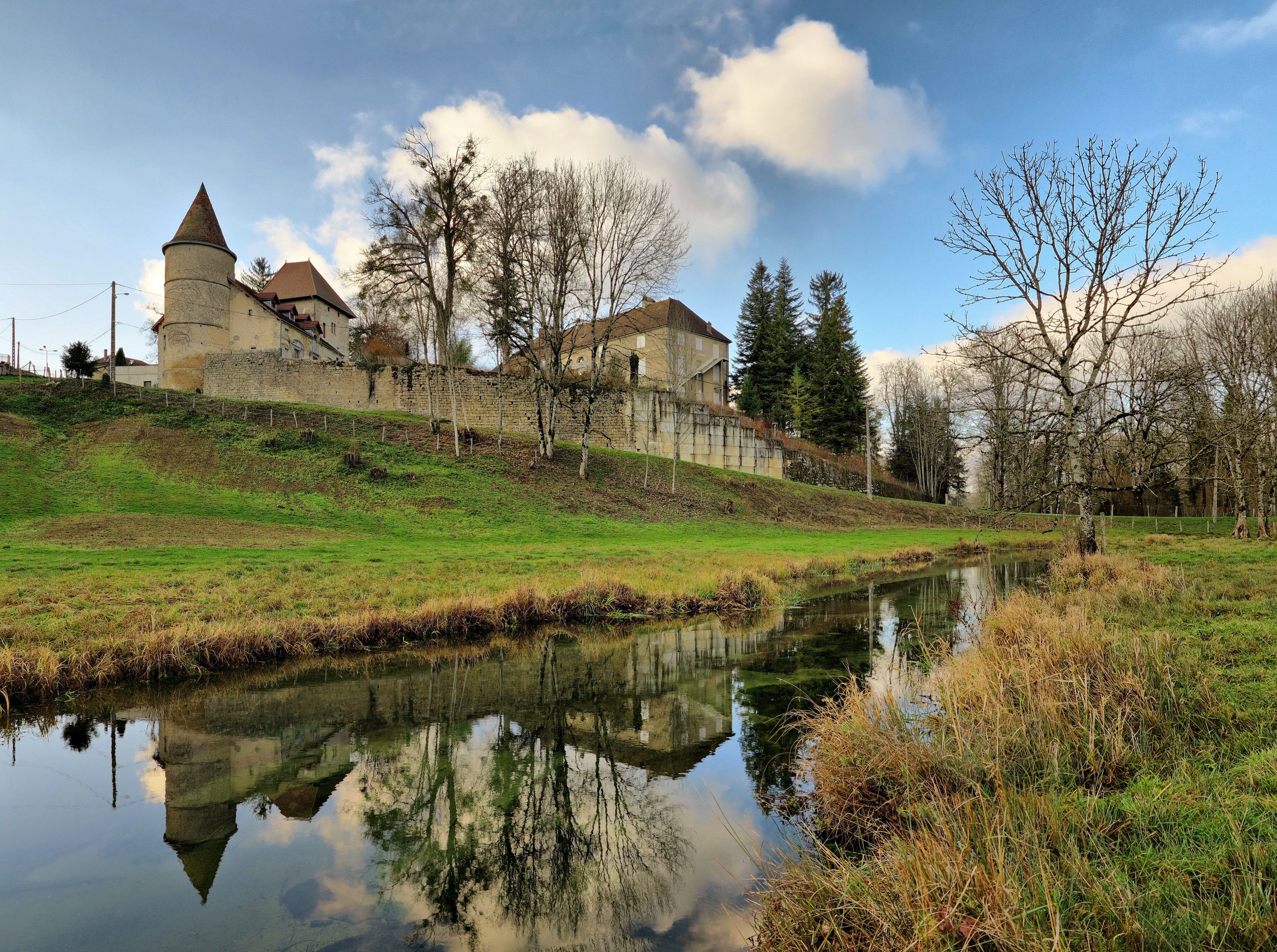
Le Gour au pied des murailles du château.
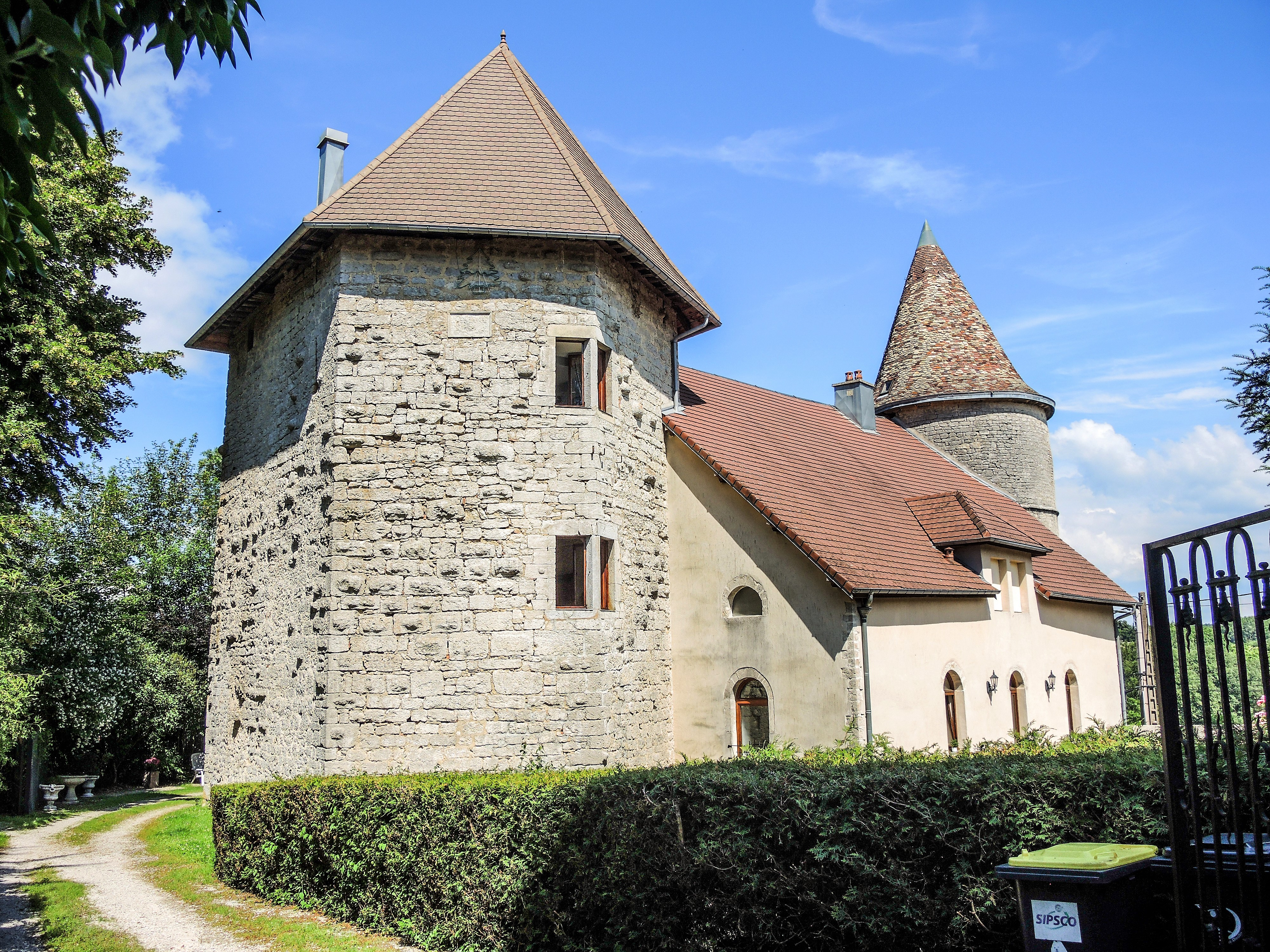
La tour à cinq pans.